# 沙坪河 (西江)
沙坪河，位于中华人民共和国广东省鹤山市境内，发源于鹤山坑的皂幕山，蜿蜒向东北流，至鹤山市区沙坪街道以东的鹤山港汇入西江干流入海水道。主河道长39千米，平均比降3.06‰，流域面积328平方千米。年均径流量2.92亿立方米。干流在沙坪街道以下中年通航100吨以下货船。